# 博峰街街道
博峰街街道，是中华人民共和国新疆维吾尔自治区昌吉回族自治州阜康市下辖的一个乡镇级行政单位。

## 行政区划
博峰街街道下辖以下地区：
博峰社区、畅岁园社区、民主路社区、博北路社区、有色苑社区和龙祥社区。